# USS Kalinin Bay (CVE-68)
Авіаносець «Калінін Бей» (англ. USS Kalinin Bay (CVE-68)) — ескортний авіаносець США часів Другої світової війни, типу «Касабланка».

## Історія створення
Авіаносець «Калінін Бей» був закладений 26 квітня 1943 року на верфі Kaiser Shipyards у Ванкувері. Свою назву отримав на честь затоки на північному березі Острова Крузова, Архіпелаг Олександра. Спущений на воду 15 жовтня 1943 року, вступив у стрій 4 грудня 1943 року.

## Історія служби
Після вступу в стрій авіаносець брав участь в десантній операції на Маріанські острови (червень-липень 1944 року), Західні Каролінські острови (вересень 1944 року), о. Лейте (19-25.10.1944 року).
25 жовтня 1944 року під час битви біля о. Самар (частина битви в затоці Лейте) авіаносець «Калінін Бей» отримав 15 влучань 203-мм снарядів з японських важких крейсерів та два влучання камікадзе, які викликали численні пошкодження на політній палубі, пожежі та затоплення ряду приміщень. Проте корабель залишився на плаву та вирушив до США на ремонт.
Після ремонту «Калінін Бей» використовувався як авіатранспорт, доставляючи літаки на Тихоокеанський ТВД.
Після закінчення бойових дій корабель перевозив американських солдатів та моряків на батьківщину (операція «Magic Carpet»).
15 травня 1946 року «Калінін Бей» був виключений зі списків флоту і 5 червня того ж року зданий на злам.